# Блумквист, Эрик (шахматист)
Эрик Блумквист (швед. Erik Blomqvist; род. 19 октября 1990, Стокгольм) — шведский шахматист, гроссмейстер (2013).
Двукратный чемпион Швеции (2016 и 2019).
Многократный участник различных соревнований в составе национальной сборной по шахматам:
- юношеская олимпиада (до 16 лет) 2006 года в г. Агры;
- 2 Олимпиады (2016[1] и 2018[2]);
- 2 командных чемпионата Европы (2013—2015).

Участник 3-х клубных кубков Европы (2008, 2014, 2016). В 2008 году, играя на третьей доске в составе команды «Rockaden Stockholm», завоевал «серебро» в личном зачёте.
В августе 2022 года он занял третье место в открытом турнире «А» Рижского технического университета. В августе 2023 года Блумквист занял второе место в открытом турнире «А» Рижского технического университета.

## Изменения рейтинга
| Графики недоступны из-за технических проблем. См. информацию на Фабрикаторе и на mediawiki.org. |